# Filip (książę Holsztynu-Gottorp)
Filip (ur. 10 sierpnia 1570 r. na zamku Gottorp, zm. 18 października 1590 r. tamże) – książę szlezwicko-holsztyński na Gottorp od 1587 r.
Filip był drugim synem księcia szlezwicko-holsztyńskiego na Gottorp Adolfa I i Krystyny, córki landgrafa Hesji Filipa Wielkodusznego. Po śmierci starszego brata Fryderyka II w 1587 r. objął tron książęcy, lecz już po trzech latach sam zmarł, nie pozostawiwszy dziedzica. Następcą na książęcym tronie został młodszy brat Jan Adolf.